# Принц и нищий (мультфильм)
«При́нц и ни́щий» (англ. The Prince and the Pauper) — короткометражный мультипликационный фильм, снятый студией «Walt Disney Pictures» по мотивам произведения американского писателя Марка Твена «Принц и нищий», с участием Микки Мауса и других классических диснеевских персонажей. Этот фильм — последняя работа студии Дисней с применением метода ксерографии". Премьера мультфильма состоялась совместно с полнометражным мультипликационным фильмом «Спасатели в Австралии» 16 ноября 1990 года. После «Закона об информации» фильм получил рейтинг 0+ (для любой зрительской аудитории).

## Сюжет
На протяжении многих лет Англией правил мудрый король. Благодаря ему жители Лондона процветали и были счастливы. Но однажды король заболел, и Пит, капитан королевской стражи, воспользовался этим, начав грабить и терроризировать всю Англию, причем делая это от имени короля…
Однажды нищие Микки, Гуфи и их пёс Плуто пытаются заработать денег на еду, но их попытки не увенчались успехом. Недалеко от них проезжал капитан Пит, который вёз отобранную у жителей Лондона еду. Голодный Плуто, увидев торчащую из повозки колбасу, устремился вслед за Питом. Микки побежал за своим псом в замок короля, куда его впускает стражник, приняв нищего за принца. Капитан Пит, заметив ошибку своего подчиненного, ловит Микки и начинает «шпынять» его, но это замечает принц и приказывает капитану впустить его во дворец. Пит исполняет приказ, а Плуто он вышвыривает за стены замка. В это время Микки, попав во дворец, встречается с принцем. Два мышонка удивляются тому, насколько они похожи друг на друга. Уставший от своей скучной жизни принц предлагает нищему обменяться нарядами. Микки одолевают сомнения, но принц успокаивает его, говоря о том, что при нём останется кольцо с королевской печатью, которое поможет различить их.
Наследник престола, переодевшись нищим, спускается во двор, где его встречает Пит. Тот не признает в нём принца и при помощи катапульты отправляет его за ворота замка. Там принц встречается с Плуто и Гуфи и затем отправляется в город. Тем временем, Микки сталкивается со всеми трудностями придворной жизни: соколиная охота, химические опыты и т. п. Принц же, путешествуя по улицам Лондона, с ужасом узнаёт, что солдаты Пита грабят и разоряют горожан.
В это время умирает король. Пит, разузнавший об обмане от одного из своих подчинённых, начинает угрожать Микки расправой Плуто, и заставляет стать его королём. Настоящий принц, узнав о кончине отца, решает вернуться во дворец, но в жилище Микки и Гуфи приходит Пит и его солдаты. Они ловят его и сажают за решетку вместе с Дональдом, но их спасает Гуфи, переодетый палачом.
Тем временем начинается коронация, но Микки всеми силами пытается остановить её и приказывает арестовать Пита. Тогда тот называет его самозванцем, но внезапно появляется настоящий принц, и вместе с нищим они побеждают Пита.
Принц становится королём Англии, а Микки, Гуфи и Плуто — его придворными.

## Озвучивание

### Оригинальное[4][5]
- Уэйн Оллвайн — Микки Маус / Нищий, Принц
- Тони Ансельмо — Дональд Дак / Придворный принца
- Билл Фармер — Гуфи / Нищий друг Микки, Плуто / пёс Гуфи и Микки, Гораций Хорсколлар / учитель принца, 1-й Хорёк / Стражник
- Артур Бёргхардт — Пит / Капитан стражи
- Фрэнк Уэлкер — Епископ, Король
- Чарли Эдлер — 2-й Хорёк / Стражник, 3-й Хорёк / Стражник, Сборщик налогов
- Элвиа Эллмэн — корова Кларабель
- Тим Эйстер — 1-й мальчик
- Рокки Кракофф — 2-й мальчик
- Рой Дотрайс — рассказчик